# Adolf Gustaf Nordenskiöld
Adolf Gustaf Nordenskiöld, född 24 januari 1745 på Frugård i Mäntsälä socken, död där 21 mars 1821, var en svensk militär. Han var far till Otto Gustaf och Nils Nordenskiöld.
Adolf Gustaf Nordenskiöld var son till Carl Fredric Nordenskiöld. Han blev 1761 volontär vid Nylands infanteriregemente och samma år underkonduktör vid Fortifikationen. Han tjänstgjorde med kortare avbrott till 1774 vid befästningsarbetena på Sveaborg, var 1772 stabsadjutant hos generalmajor Carl Constantin De Carnall och blev 1776 kapten vid Fortifikationsbrigaden i Finland. Nordenskiöld var sysselsatt med byggnadsarbeten i Finland till 1785, då han transporterades till sekondmajor vid Västgötabrigaden av fortifikationen. Under 1788 års fälttåg var han brigadchef och mycket anlitad vid svenska arméns förflyttningar. Nordenskiöld blev 1789 premiärmajor vid Skånska brigaden, uppförde under kriget en mängd fältverk och batterier och befordrades 1790 till generalkvartermästarelöjtnant. Han blev 1799 överste i armén och 1801 vid fortifikationen, tjänstgjorde på Sveaborg under finska kriget och erhöll 1811 avsked. Han immatrikulerades 1818 på Riddarhuset i Finland.